# بترا (لازيكا)
بترا (بالإنجليزية: Petra, Lazica)‏ (باليونانية: Πέτρα)‏ كانت بلدة محصنة على ساحل البحر الأسود الشرقي في لازيكا التي تُعرف الآن بغرب جورجيا، وفي القرن السادس في عهد الإمبراطور البيزنطي جستنيان الأول كانت بمثابة مركز روماني شرقي مهم في القوقاز، وبسبب موقعها الإستراتيجي أصبحت ساحة معركة لحرب اللازك 541-562 بين روما وبلاد فارس الساسانية (إيران)، الرأي العلمي السائد يحدد بترا بمستوطنة قديمة من العصور القديمة المتأخرة في قرية تسيخيسدري في أجاريا جنوب غرب جورجيا.

## التاريخ

### التأسيس
يشار إلى بترا لأول مرة في دستور نوفيلي من قبل الإمبراطور الروماني الشرقي جستنيان الأول بتاريخ 535، تم بناؤها لتعزيز السلطة الرومانية في مملكة لازيكا الواقعة على الشواطئ الجنوبية الشرقية للبحر الأسود، وبموافقة الإمبراطور وكان اسمها تكريمًا له «بترا بيا جستنيان»،  وفقًا للمؤرخ المعاصر بروكوبيوس القيسراني تأسست بترا من خلال الجهود التي بذلها المسؤول الروماني جون تزوبس الذي مارس بعد ذلك رقابة مشددة على الواردات إلى لازيكا وتحكم في الوصول المحلي إلى السلع الكمالية والملح الذي يكون الشعب في أمس الحاجة إليه،   كان اسم بترا الحرفي يعني «الصخرة» باللغة اليونانية، ويُعد ذلك إشارة إلى الساحل الصخري السابق حيث تم بناء المدينة، موقع المدينة بين البحر والمنحدرات جعلها لا يُمكن الوصول إليها باستثناء مساحة ضيقة وصخرية من مستوى الأرض والتي دافع عنها جدار دفاعي مع برجين.

### حرب لازيك
أدى احتكار تزيبيوس للتجارة في بترا إلى تباطؤ علاقات روما مع الليزي الذي سعى ملكه -غوبازيس- إلى الحصول على مساعدة ساسانية سراً ضد روما، سبب هذا غزوًا بواسطة الجيش الساساني تحت حكم كسرى الأول عام 541 وعشرين عامًا من الحرب في لازيكا، والتي تغيرت خلالها بترا عدة مرات، في 541 قام كسرى -في أعقاب هجوم أولي فاشل على تحصينات المدينة- بالسيطرة على بترا بإرسال قواته عبر نفق شيد سرًا كما دمَّر الأبراج مما دفع الرومان إلى الاستسلام، استولى كسرى على ثروات تزيبوس الذي قُتل في المعركة.